# Hendrik Westermeyer
Hendrik Westermeyer (* 9. Oktober 1980) ist ein deutscher Badmintonspieler.

## Karriere
Hendrik Westermeyer wurde bei den deutschen Einzelmeisterschaften der U22 der Saison 2000/2001 Meister im Mixed mit Miriam Mroß. Fünf Jahre später gewann er den Titel im Mixed bei den deutschen Hochschulmeisterschaften gemeinsam mit Laura Ufermann. Für den SC Union 08 Lüdinghausen spielte er in der Bundesliga und stand dort 2010 in den Play-offs.

## Sportliche Erfolge
| Saison    | Veranstaltung                        | Disziplin    | Platz | Name                                                                          |
| --------- | ------------------------------------ | ------------ | ----- | ----------------------------------------------------------------------------- |
| 1994/1995 | Deutsche Einzelmeisterschaft U14     | Herrendoppel | 2     | Hendrik Westermeyer (BC Hohenlimburg) / Björn Körsten (DJK Kempen)            |
| 1998/1999 | Westdeutsche Einzelmeisterschaft U19 | Mixed        | 1     | Hendrik Westermeyer / Miriam Mroß (BC Hohenlimburg / BVH Dorsten)             |
| 1998/1999 | Westdeutsche Einzelmeisterschaft U19 | Herrendoppel | 1     | Hendrik Westermeyer / van den Sand Thorsten (BC Hohenlimburg)                 |
| 1999/2000 | Deutsche Einzelmeisterschaft U22     | Herrendoppel | 3     | Hendrik Westermeyer / Stephan Löll (BVH Dorsten / BV RW Wesel)                |
| 2000/2001 | Deutsche Einzelmeisterschaft U22     | Herrendoppel | 2     | Hendrik Westermeyer / Stephan Löll (BVH Dorsten / BV RW Wesel)                |
| 2000/2001 | Deutsche Einzelmeisterschaft U22     | Mixed        | 1     | Hendrik Westermeyer / Miriam Mroß (BVH Dorsten)                               |
| 2001/2002 | Deutsche Einzelmeisterschaft U22     | Mixed        | 2     | Hendrik Westermeyer / Astrid Hoffmann (BVH Dorsten / BSC 95 Schwerin)         |
| 2001/2002 | Deutsche Einzelmeisterschaft U22     | Herrendoppel | 2     | Hendrik Westermeyer / Justus Schmitz (BVH Dorsten / SC Union 08 Lüdinghausen) |
| 2001/2002 | Deutsche Einzelmeisterschaft U22     | Herreneinzel | 3     | Hendrik Westermeyer (BVH Dorsten)                                             |
| 2005/2006 | Deutsche Hochschulmeisterschaften    | Mixed        | 1     | Hendrik Westermeyer / Laura Ufermann (Uni Wuppertal / Uni Duisburg-Essen)     |
| 2006/2007 | Westdeutsche Einzelmeisterschaft O19 | Herrendoppel | 1     | Hendrik Westermeyer / Phillip Knoll (SCU Lüdinghausen)                        |
| 2007/2008 | Westdeutsche Einzelmeisterschaft O19 | Mixed        | 1     | Hendrik Westermeyer / Laura Ufermann (SCU Lüdinghausen)                       |
| 2007/2008 | Westdeutsche Einzelmeisterschaft O19 | Herrendoppel | 1     | Hendrik Westermeyer / Josche Zurwonne (SCU Lüdinghausen)                      |
| 2008/2009 | Westdeutsche Einzelmeisterschaft O19 | Herrendoppel | 1     | Hendrik Westermeyer / Danny Schwarz (SCU Lüdinghausen / TV Refrath)           |
| 2009/2010 | Westdeutsche Einzelmeisterschaft O19 | Mixed        | 1     | Hendrik Westermeyer / Laura Ufermann (SCU Lüdinghausen)                       |
| 2010/2011 | Westdeutsche Einzelmeisterschaft O19 | Mixed        | 1     | Hendrik Westermeyer / Laura Ufermann (BC Hohenlimburg / SCU Lüdinghausen)     |
| 2014/2015 | Westdeutsche Einzelmeisterschaft O19 | Herrendoppel | 1     | Hendrik Westermeyer / Malte Laibacher (BC Hohenlimburg)                       |
| 2005/2006 | Bundesliga                           | Mannschaft   | 6     | SC Union 08 Lüdinghausen                                                      |
| 2008/2009 | Bundesliga                           | Mannschaft   | 6     | SC Union 08 Lüdinghausen                                                      |
| 2009/2010 | Bundesliga                           | Mannschaft   | 3     | SC Union 08 Lüdinghausen                                                      |
| 2017      | Europameisterschaft O35              | Herreneinzel | 1     | Hendrik Westermeyer                                                           |
| 2019      | Europameisterschaft O35              | Herreneinzel | 1     | Hendrik Westermeyer                                                           |